# Velyka Bahatchka
Velyka Bahatchka (en ukrainien : Вели́ка Бага́чка) ou Velikaïa Bagatchka (en russe : Вели́кая Бага́чка) est une commune urbaine de l'oblast de Poltava, en Ukraine, et le centre administratif du raïon de Velyka Bahatchka. Sa population s'élevait à 5 261 habitants en 2022.